# Gardestjärnen
Gardestjärnen är en sjö i Vilhelmina kommun i Lappland och ingår i Ångermanälvens huvudavrinningsområde. Gardestjärnen ligger i Njakafjäll Natura 2000-område.